# Earl Hindman
Earl John Hindman (Bisbee, 20 ottobre 1942 – Stamford, 29 dicembre 2003) è stato un attore statunitense.
Famoso per il ruolo di Wilson della serie televisiva Quell'uragano di papà per il suo viso nascosto in tutti gli episodi a dialogare con il protagonista Tim Taylor, interpretato da Tim Allen.

## Filmografia parziale

### Cinema
- Who Killed Mary What's 'Er Name?, regia di Ernest Pintoff (1971)
- Perché un assassinio (The Parallax View), regia di Alan J. Pakula (1974)
- Il colpo della metropolitana (Un ostaggio al minuto) (The Taking of Pelham One Two Three), regia di Joseph Sargent (1974)
- Taps - Squilli di rivolta (Taps), regia di Harold Becker (1981)
- Silverado, regia di Lawrence Kasdan (1985)
- Tre scapoli e un bebè (Three Men and a Baby), regia di Leonard Nimoy (1987)
- La ballata del caffè triste (The Ballad of the Sad Café), regia di Simon Callow (1991)
- Ardore (Fires Within), regia di Gillian Armstrong (1991)
- Final, regia di Campbell Scott (2001)

### Televisione
- The Doctors – soap opera, 27 puntate (1974)
- Omicidio a Coweta County (Murder in Coweta Country) – film TV (1983)
- I Ryan (Ryan's Hope) – soap opera, 495 puntate (1975-1989)
- Un giustiziere a New York (The Equalizer) – serie TV, 4 episodi (1986-1987)
- Un salto nel buio (Tales from the Darkside) – serie TV, episodio 3x21 (1987)
- Quell'uragano di papà (Home Improvement) – serie TV, 203 episodi (1991-1999)
- Law & Order - I due volti della giustizia (Law & Order) – serie TV, episodio 10x17 (2000)
- Law & Order: Criminal Intent – serie TV, episodio 1x11 (2002)

## Doppiatori italiani
Nelle versioni in italiano delle opere in cui ha recitato, Earl Hindman è stato doppiato da:
- Giorgio Melazzi ne I Ryan
- Maurizio Mattioli in Tre scapoli e un bebè
- Bruno Alessandro in Quell'uragano di papà
- Stefano Albertini in Law & Order: Criminal Intent